# Fidelio
A Fidelio [fiˈdeːlɨo] Ludwig van Beethoven egyetlen operája, két felvonásban, 3 képben. A librettót Jean-Nicolas Bouilly nyomán Joseph Sonnleithner és Georg Friedrich Treitschke írták.

## A mű története
1803-ban Emanuel Schikaneder állt a Theater an der Wien élén, aki vállalkozott arra, hogy Beethovennek megfelelő szövegkönyvet ír. A zeneszerző azonban sehogy sem tudott megbarátkozni a színigazgató felszínes, silány tákolmányával. Muzsikájával egyenértékű szöveget, eszményeivel együtt szárnyaló irodalmi hangot kívánt. Ismeretes, hogy még Wolfgang Amadeus Mozartot is megrótta, amiért hajlandó volt a Don Juan "frivol" meséjét muzsikába foglalni.
A Schikaneder-féle librettó tehát nem jöhetett számításba. Beethoven választása végül is Jean Nicolas Bouilly Leonora című színművére esett. A szövegkönyv olyan népszerűségnek örvendett, hogy Bouilly művének olasz fordításához is komponáltak már muzsikát, a zeneszerző a maga idején világhírű mester: Ferdinando Paër volt. Beethoven, mit sem törődve az elődökkel, átdolgoztatta a szövegkönyvet. Ezzel a változattal nem volt megelégedve, átíratta a librettót. Ezúttal Beethoven jó barátja, Stephan von Breuning volt a munkatárs. Ez a változat sem hozott sikert.
Nyolc évvel később hangzott fel ismét a Fidelio, ezúttal Treitschke átdolgozásában. A harmadik bemutató végül is világsikert eredményezett.
E vázlatos történetből megértjük azt is, hogy miképpen keletkezett az I., a II. és a III. Leonóra-nyitány. Beethoven az opera minden újabb változatához egy-egy újabb nyitány-variánst komponált.

## A Fidelio cselekménye

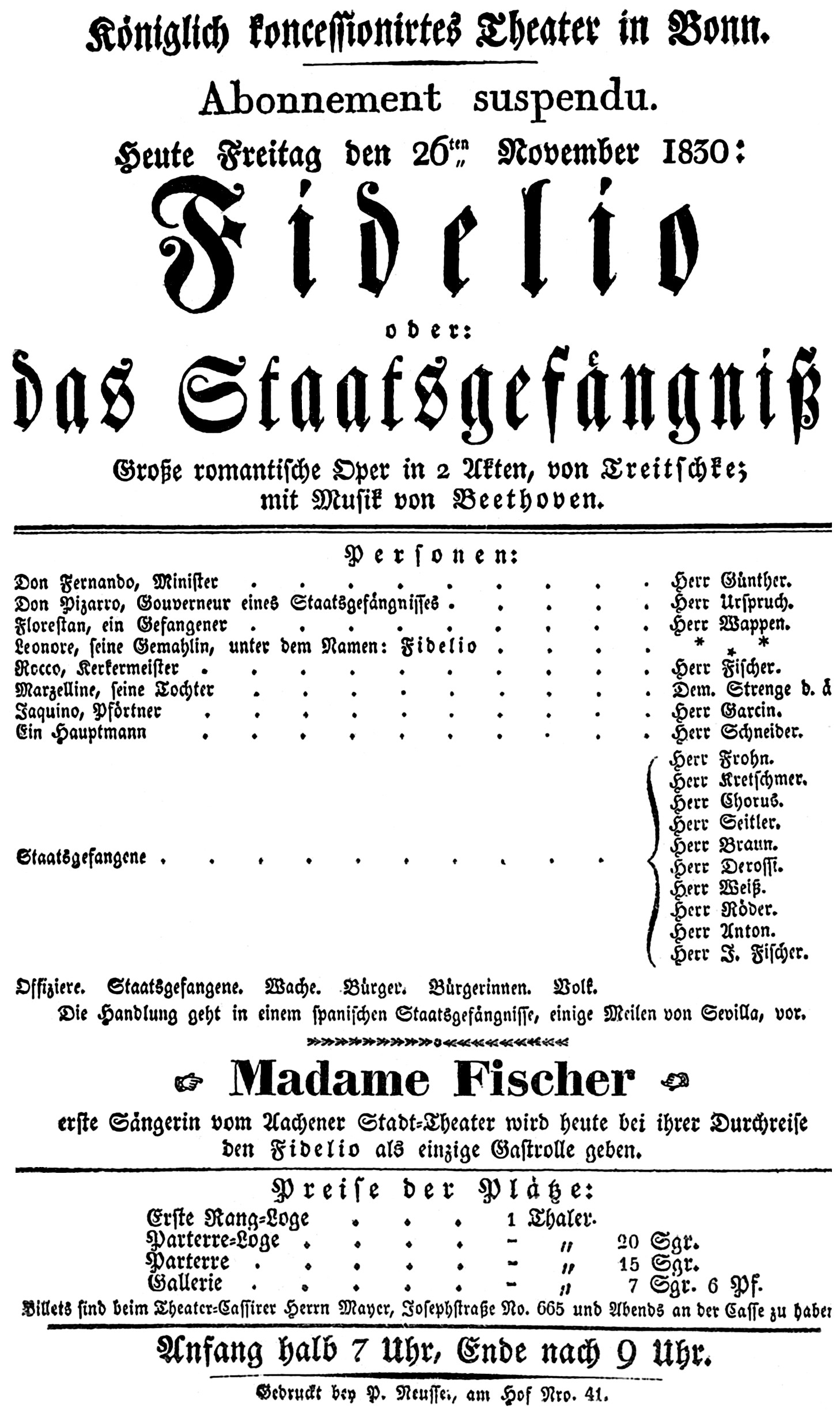
Egy 1830. november 26-i Fidelio-előadást hirdető plakát

A meghasonlottság e nehéz időszakában kezd foglalkozni a Leonora (a császári cenzúra átkeresztelése szerint: Fidelio) szövegkönyvével. Ez a szenvedélyes, romantikus drámai költemény, mintha az ő gyötrő kérdéseire adna választ… Florestan magányát csak a halállal cserélheti fel. És íme, a sziklafalakat, a börtönrácsokat is széttöri a hűséges szerelem és a győzedelmes igazság ereje. Rocco, a börtönőr, akit a világ, a társadalom, a törvények ostoba rendje tett porkolábbá és majdnem hóhérrá. Rocco a kisember tenyeres-talpas, földhöz tapadt filozófiáját képviseli. Egy törvényt ismer: az arany az úr mindenek fölött! De benne is megvan az emberi érzés csírája, mely kivirágzik, ha a szabadság, az igazság verőfénye megérinti. Marcellina és Jaquino csak a maguk kis boldogságával foglalkoznak és észre sem veszik, hogy miközben szerelmes idilljüket szövik, körülöttük emberek harcolnak, hősök buknak el, szabadságharcosok küzdenek egy szebb, jobb életért. S mindezeken a figurákon túl Beethoven megtalálja az igazi hőst – a tömeget. Az embermilliókat, akik évszázadok sötétsége után verőfényre, világosságra, igaz életre áhítoznak.
Florestan börtönére a zsarnok, Don Pizarro árnyéka vetődik. A zsarnoké, aki megcsúfolva a jogot, az igazságot, halálra ítéli Florestant, az emberiség szebb jövőjének harcosát.
A zenés dráma az igazság győzelmével fejeződik be. Beethoven csodálatos diadalhimnusszal koronázza meg a Fideliót és e himnuszban egy nagy ember derűlátása énekel, aki tekintetét messze századokra veti előre.
Lényegében ez a Fidelio mondanivalója és elképzelhető, hogy a zsarnokellenes zenedrámának nem sok kilátása lehetett a sikerre, hiszen a bemutató azokra a napokra esett, amikor Bonaparte Napoleon szétverte az osztrák hadsereget, bevonult Bécsbe és a Habsburg-császárok schönbrunni kastélyában ütötte fel hadiszállását. Menekült mindenki, amerre látott, Beethoven azonban maradt, és néhány ásítozó, unatkozó francia tiszt előtt, akiket a véletlen terelt be a színházba, mégis előadatta remekművét. Beethoven mind keményebb küzdelembe kerül, hogy megértesse magát közönségével. Egyik barátja, Stumpf feljegyzése szerint maga a zeneköltő is érezte, hogy egyre magánosabbá válik a városban, mely valaha az ő ünneplésétől volt hangos.
"Nincs már érzékük az embereknek a jó, az erőteljes, az igazi muzsika iránt! – mondotta Beethoven. – Igen, így vagyunk, ó, bécsiek!"
Keserű túlzás ez, hiszen a haladó szellemű emberek jól tudták, hogy a cenzúra által kerékbe tört irodalom, a kényszerű hallgatásra ítélt költők közepette Beethoven szinte egymaga képviseli a haladást és a jövőt. A kritikusok és az állítólagos műértők azonban mind kevésbé értik a VII. szimfónia mámoros dallamait, a IX. szimfónia országhatárokon át zengő himnuszát, és mind értetlenebbül hallgatják Beethoven jövőbe mutató melódiáit.
1826 decemberében Beethoven súlyosan megbetegszik. 56 éves… A szakadatlan munka a szemét is erősen megviselte: már olvasni is alig tud. Tüdőgyulladás gyötri. Az atléta szervezet hónapokig harcol a halállal, míg 1827. március 26-án délután 5 órakor örökre lehunyta szemét.
A természet különös búcsúztatóról gondoskodott: Beethoven haláltusája közepette künn hullott a hó, majd hatalmas mennydörgés rengette meg a bécsi házakat. Most pedig hadd idézzük a szemtanú Hüttenbrenner szavait: 

"A mennydörgés, villámlásra… Beethoven felnyitotta a szemét, felemelte jobbját és ökölbe szorított kézzel pillanatokig nézett a magasba, komoly fenyegető kifejezéssel, mintha azt mondaná: dacolok veletek, ellenséges hatalmak!"
Március 29-én délután úgyszólván az egész város elkísérte Beethovent az utolsó útjára. Az iskolákban szünetelt a tanítás, a boltokat bezárták.
"Akit gyászoltok, immár minden idők nagyjai között áll, minden időkre sérthetetlenül. Térjetek hát haza bánatosan, de emelt fővel!"

## Szereplők

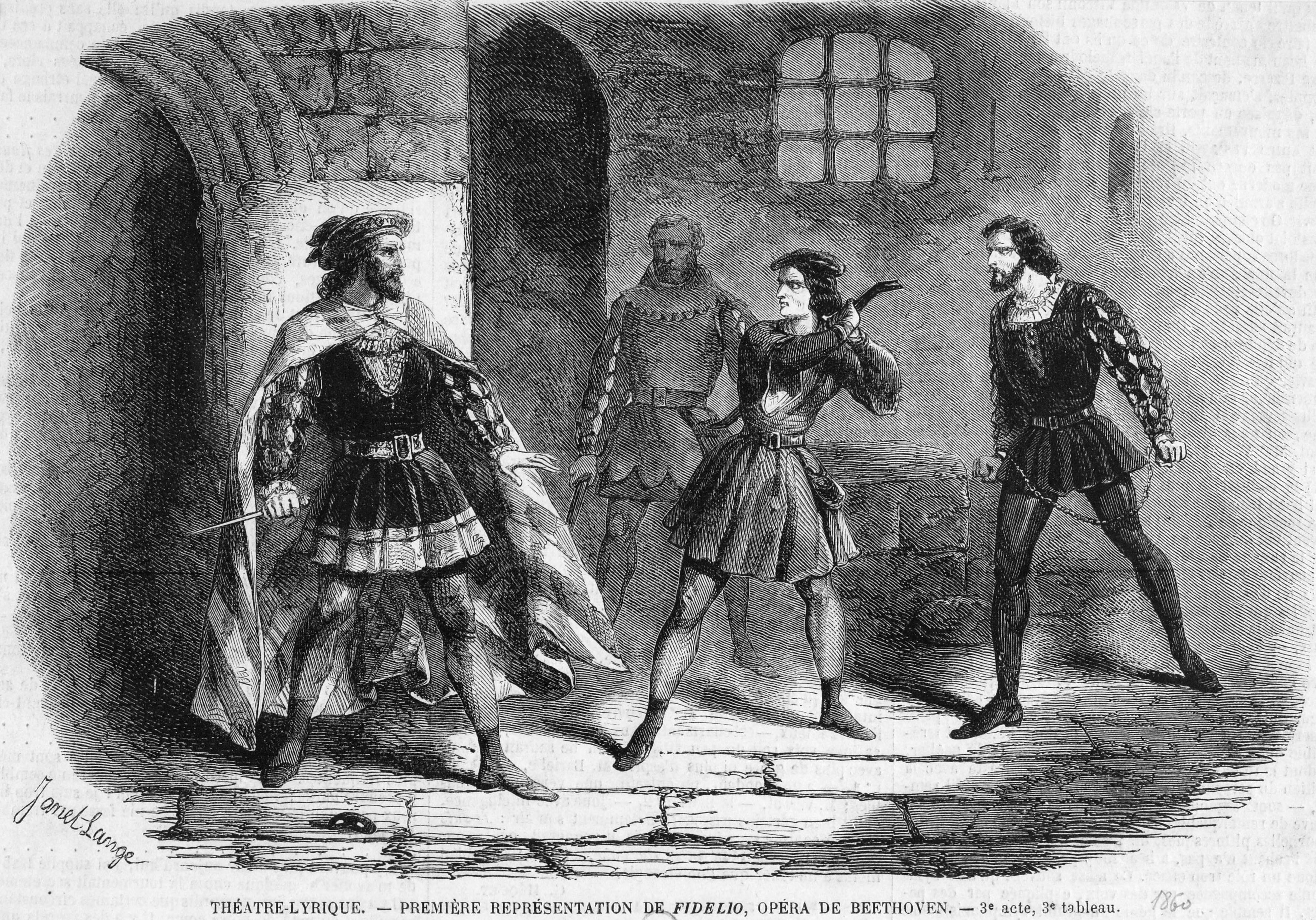
A börtönjelenet Párizsban (1860)

- Fernando, miniszter (basszbariton)
- Pizarro, fogházparancsnok (bariton)
- Florestan, államfogoly (tenor)
- Leonora (Fidelio), Florestan neje (szoprán)
- Rocco, fogházgondnok (basszus)
- Marcellina, leánya (szoprán)
- Jaquino, kapus (tenor)
- Első fogoly (tenor)
- Második fogoly (bariton)
- tisztek
- őrség
- államfoglyok
- nép